# Carrascal de Barregas
Carrascal de Barregas ist eine aus mehreren – zum Teil bereits verlassenen – Weilern (pedanías) und Neubaugebieten (urbanizaciónes) bestehende westspanische Gemeinde (municipio) mit 1.439 Einwohnern (Stand: 2024) in der Provinz Salamanca im Süden der Autonomen Gemeinschaft Kastilien-León.

## Lage und Klima
Die Gemeinde Carrascal de Barregas liegt im Westen der Provinzhauptstadt Salamanca in einer Höhe von ca. 795 m. Das Klima ist gemäßigt bis warm; Regen (ca. 410 mm/Jahr) fällt hauptsächlich im Winterhalbjahr.

## Bevölkerungsentwicklung
| Jahr      | 1857 | 1900 | 1950  | 2000 | 2017  |
| Einwohner | 384  | 344  | 1.026 | 495  | 1.151 |

Der Bevölkerungsrückgang seit den 1950er Jahren beruht auf der Mechanisierung der Landwirtschaft, der Aufgabe von bäuerlichen Kleinbetrieben und dem damit einhergehenden Verlust an Arbeitsplätzen. Der Wiederanstieg seit Beginn des 21. Jahrhunderts ist im Wesentlichen auf die Nähe zur Großstadt Salamanca zurückzuführen.

## Wirtschaft
Die Bevölkerung der Gemeinde lebte jahrhundertelang als Selbstversorger von der Landwirtschaft, zu der auch die Viehzucht gehörte; Überschüsse konnten auf den Straßen- und Wochenmärkten in Salamanca verkauft werden. Handwerker und Kleinhändler gab es nur in Salamanca.

## Geschichte
Man nimmt an, dass der keltische Volksstamm der Vettonen hier siedelte, doch von ihnen wie auch von den Römern, Westgoten und selbst von den im 8. Jahrhundert nach Norden vorgedrungenen Mauren fehlen jedwede Spuren. Nach der christlichen Rückeroberung (reconquista) (um 1200) gab König Alfons IX. von León das Gebiet von Carrascal zu Wiederbesiedlung (repoblación) frei.

## Sehenswürdigkeiten
Die aus überwiegend aus Bruchsteinen erbaute Kirche stammt wahrscheinlich aus dem 14. Jahrhundert; der aus exakt behauenen Steinen errichtete dominante dreigeteilte Glockengiebel (espadaña) ist dagegen eine spätere Zutat. Das dreischiffige Innere wird von Holzdecken überspannt.